# Тростянецька сільська рада (Канівський район)
Тростяне́цька сільська́ ра́да — адміністративно-територіальна одиниця та орган місцевого самоврядування в Канівському районі Черкаської області. Адміністративний центр — село Тростянець.

## Історія
1978 року, із збільшенням села Грищинці, яке належало до Тростянецької сільради, центр був перенесений до нього. В 1995 році Грищинецька сільська рада була розділена на 3 частини: Грищинецьку, Курилівську та Тростянецьку сільради.

## Населені пункти
Сільській раді підпорядковані населені пункти:
- с. Тростянець

## Загальні відомості
На півночі рада межує із Грищинецькою, на північному сході — з Бобрицькою, на півдні — з Литвинецькою, на заході — з Курилівською сільрадами, на сході сільрада межує з територією Канівської міськради.
Населення сільради — 288 осіб (2009).
Західна частина сільради вкрита лісовими масивами, які зростають на ярах. Через село проходить асфальтована автодорога Канів-Курилівка.

## Склад ради
Рада складається з 12 депутатів та голови.
- Голова ради: Сосюра Олександр Сергійович

### Керівний склад попередніх скликань
| Прізвище, ім'я, по батькові | Основні відомості                                                               | Дата обрання | Дата звільнення |
| --------------------------- | ------------------------------------------------------------------------------- | ------------ | --------------- |
| Сосюра Сергій Миколайович   | Сільський голова, 1954 року народження, безпартійний                            | 26.03.2006   | 31.10.2010      |
| Сосюра Олександр Сергійович | Сільський голова, 1979 року народження, освіта середня спеціальна, безпартійний | 31.10.2010   |                 |

Примітка: таблиця складена за даними сайту Верховної Ради України

### Депутати
За результатами місцевих виборів 2010 року депутатами ради стали:

#### За суб'єктами висування
| Суб'єкт висування | Кількість обраних депутатів | %   |
| ----------------- | --------------------------- | --- |
| Самовисування     | 12                          | 100 |

#### За округами
| № округу | Прізвище, ім'я, по батькові    | Дата визнання обраним | Освіта             | Партійна приналежність                                        | Відомості про обраного депутата          |
| -------- | ------------------------------ | --------------------- | ------------------ | ------------------------------------------------------------- | ---------------------------------------- |
| 1        | Гайдай Віктор Іванович         | 02.11.2010            | середня спеціальна | позапартійний                                                 | тимчасово не працює                      |
| 2        | Панкратов Іван Філімонович     | 02.11.2010            | середня            | позапартійний                                                 | тимчасово не працює                      |
| 3        | Возна Софія Григорівна         | 02.11.2010            | середня            | позапартійна                                                  | пенсіонер                                |
| 4        | Романченко Антоніна Вікторівна | 02.11.2010            | вища               | позапартійна                                                  | приватний підприємець                    |
| 5        | Горбам Марія Олександрівна     | 02.11.2010            | середня спеціальна | позапартійна                                                  | фельдшерсько-акушерський пункт, фельдшер |
| 6        | Сало Ніна Миколаївна           | 02.11.2010            | середня спеціальна | позапартійна                                                  | Тростянецька сільська рада, секретар     |
| 7        | Маніленко Ніна Іванівна        | 02.11.2010            | середня            | позапартійна                                                  | пенсіонер                                |
| 8        | Сосюра Сергій Миколайович      | 02.11.2010            | середня спеціальна | позапартійний                                                 | пенсіонер                                |
| 9        | Бойко Людмила Петрівна         | 02.11.2010            | середня            | член Соціально-екологічної партії «Союз. Чорнобиль. Україна.» | пенсіонер                                |
| 10       | Сидоренко Павло Андрійович     | 02.11.2010            | середня            | позапартійний                                                 | пенсіонер                                |
| 11       | Сосюра Надія Дмитрівна         | 02.11.2010            | середня спеціальна | позапартійна                                                  | пенсіонер                                |
| 12       | Бондар Іван Григорович         | 02.11.2010            | середня            | позапартійний                                                 | тимчасово не працює                      |